# Oktawian Kaczanowski
Oktawian Kaczanowski (ur. 1870 w Odessie, zm. 25 września 1944 w Warszawie) – polski aktor filmowy.

## Życiorys
Był najstarszym synem rotmistrza gwardii huzarów rosyjskich i właściciela dóbr kordylowieckich w ujeździe winnickim Mikołaja Morycza Kaczanowskiego i Oktawii z Rakowskich. Jego ciotka Maria Kaczanowska poślubiła dowódcę sił zbrojnych województw krakowskiego i sandomierskiego w powstaniu styczniowym, Józefa Hauke-Bosaka. Oktawian Kaczanowski zadebiutował jako aktor w 1925 w filmie Wampiry Warszawy. Tajemnica taksówki nr 1051 w roli przemysłowca Pradowskiego. Łącznie pojawił się w piętnastu filmach, najczęściej wcielając się w postaci ojców głównych bohaterów lub grając epizodyczne role. Jego ostatnim filmem był film U kresu drogi, w którym zagrał członka prezydium kongresu. 
Zginął w powstaniu warszawskim. Jego zwłoki pierwotnie pochowano przy Brackiej 23. 8 stycznia 1946 przeniesiono je na Cmentarz Powązkowski.

## Filmografia
- 1925: Wampiry Warszawy. Tajemnica taksówki nr 1051
- 1926: Czerwony błazen
- 1927: Zew morza
- 1927: Orlę
- 1927: Bunt krwi i żelaza
- 1928: Przedwiośnie
- 1928: Huragan
- 1929: Kobieta, która grzechu pragnie
- 1930: Niebezpieczny romans
- 1931: Uwiedziona
- 1932: Puszcza
- 1933: Szpieg w masce
- 1934: Pieśniarz Warszawy
- 1938: Druga młodość
- 1939: U kresu drogi

Źródło.